# Camboulazet
Camboulazet – miejscowość i gmina we Francji, w regionie Oksytania, w departamencie Aveyron. W 2013 roku jej populacja wynosiła 437 mieszkańców. Przez gminę przepływa rzeka Viaur. 